# 西方町金井
西方町金井（にしかたまちかない）は、栃木県栃木市の大字。郵便番号は322-0602。
　

## 地理
栃木市の北部、西方地区の南部に位置している。

## 歴史
- 2011年（平成23年）10月1日 - 上都賀郡西方町が栃木市と合併し新生・栃木市が成立。同時に地域自治区「西方町」が設置され、栃木市西方町金井となる。

## 世帯数と人口
2017年（平成29年）8月31日現在の世帯数と人口は以下の通りである。
| 大字       | 世帯数  | 人口    |
| ---------- | ------- | ------- |
| 西方町金井 | 430世帯 | 1,239人 |

## 施設
- 栃木市西方南部地区コミュニティーセンター

## 道路
- 栃木県道3号宇都宮亀和田栃木線